# Woodrow Wyatt, Baron Wyatt of Weeford
Woodrow Lyle Wyatt, Baron Wyatt of Weeford (* 4. Juli 1918; † 7. Dezember 1997 in London) war ein britischer Journalist und Politiker.

## Leben
Woodrow Wyatt war der Sohn eines Vorschulleiters und erhielt seinen Vornamen nach dem US-Präsidenten Woodrow Wilson. Er besuchte das Eastbourne College in Südengland, ehe er nach Oxford ging um am Worcester College Jura zu studieren. Bereits vor dem offiziellen Kriegseintritt des Vereinigten Königreichs schrieb er sich als Soldat im Zweiten Weltkrieg ein. Er diente als Major im Suffolk Regiment und war an der Landung der Alliierten in der Normandie beteiligt, was ihm eine Erwähnung im offiziellen Kriegsbericht einbrachte. Im Anschluss wurde er in Indien postiert, wo der rege Kontakt mit Vertretern des Indischen Nationalkongresses dazu führte, dass der britische Geheimdienst ihn als möglichen Kommunisten einschätzte.

### Familie
Wyatt war mit dem Musiker Robert Wyatt verwandt, ein Cousin des Cricketspielers Bob Wyatt und ein Nachfahre der berühmten Architektenfamilie Wyatt.
Er war insgesamt viermal verheiratet.
- 1939 heiratete er Susan Jaqueline Cox, die er während seines Studiums in Oxford kennengelernt hatte. Sie verließ ihn während seiner Armeezeit zugunsten eines Staatsbeamten. Die Ehe wurde 1944 geschieden.[1][6]
- 1948 heiratete er seine Sekretärin Alix Robbins[1] (nach anderen Quellen Nora Robbins[3]). Das Paar trennte sich nach fünf Jahren, die Scheidung erfolgte 1956.[1]
- 1957 heiratete er Lady Moorea Hastings, eine Tochter von Francis Hastings, 16. Earl of Huntingdon. Aus dieser Ehe ging ein Sohn hervor. Pericles Plantagenet James Casati Wyatt wurde 1963 geboren und wuchs zunächst bei Verwandten auf. Nach der Scheidung von Moorea im Jahre 1966 erhielt Wyatt das Sorgerecht für das Kind, was zu dieser Zeit eine Besonderheit darstellte. Pericles lebte später als Barbesitzer in Kalifornien.[1][7]
- 1966 heiratete er Veronica Banszky von Ambroz (geb. Racz), die ungarische Witwe eines Chirurgen. Aus der Ehe, die bis zum Tode Wyatts Bestand hatte, ging 1968 eine Tochter hervor. Petronella Wyatt trat beruflich in die Fußstapfen ihres Vaters und schrieb für den Sunday Telegraph sowie für The Spectator, bei welchem sie stellvertretende Chefredakteurin war. In der britischen Öffentlichkeit trat sie außerdem durch eine Affäre mit dem damaligen Parlamentsabgeordneten und späteren Premierminister, Boris Johnson, in Erscheinung.[6] 1999 veröffentlichte sie eine Biografie ihres Vaters unter dem Titel Father, dear father : Life with Woodrow Wyatt.

Neben seinen Ehen hatte Wyatt zahlreiche Affären, die er in seiner Autobiografie Confessions of an optimist beschreibt.

## Karriere

### Als Politiker
Wyatts politische Karriere begann 1945, als er bei den Unterhauswahlen für die Labour Party antrat und sich in seinem Wahlbezirk Birmingham Aston überraschend durchsetzen konnte. In seiner Anfangszeit als Parlamentarier gehörte er dem linken Flügel seiner Partei an und engagierte sich beispielsweise in der Gruppierung Keep Left. Im Laufe seiner Karriere sollte seine politische Ausrichtung jedoch zunehmend nach rechts schwenken. 1951 nahm er die Rolle eines Under-Secretary of State, also eine niedere Ministerrolle, im Kriegsministerium an. Nach nur sechs Monaten im Amt stürzte jedoch die Regierung unter Clement Attlee und Wyatt kehrte in die hinteren Parlamentsränge zurück.
Im Zuge der Parlamentswahlen 1955 wurde der Wahlbezirk Birmingham Aston aufgelöst und Wyatt konnte nicht wiedergewählt werden. Nach vierjähriger Abwesenheit schaffte er bei den Wahlen 1959 jedoch den Wiedereinzug ins House of Commons, diesmal für Bosworth. Nach Angaben Wyatts hatte ihm der damalige Vorsitzende der Labour Party, Hugh Gaitskell, versprochen, ihn im Falle eines Wahlsieges der Labour Party als Kriegsminister einzusetzen. Doch die Regierungsübernahme gelang erst nach Gaitskells Tod und unter dem Premierminister Harold Wilson blieb Wyatt ohne Posten.
In seinen politischen Ansichten entfernte sich Wyatt zunehmend von der Labour Party. So gelang es ihm zusammen mit Desmond Donnelly, die von seiner Partei initiierte Verstaatlichung der British Steel Corporation um zwei Jahre zu verzögern und auch in anderen Fragen äußerte er sich zunehmend kritisch gegenüber der eigenen Partei. Bei den Wahlen 1970 verlor er seinen Sitz im britischen Unterhaus.
Mit dem Auftreten Margaret Thatchers auf der politischen Bühne wurde Wyatt zu einem ihrer glühendsten Verehrer. Auch abseits der Politik verband die beiden eine tiefe Freundschaft. Auf Thatchers Wirken hin wurde Wyatt 1983 zum Knight Bachelor geschlagen und 1987 zum Life Peer ernannt. Seither trug er offiziell den Titel Baron Wyatt of Weeford, of Weeford in the County of Staffordshire und nahm einen Sitz im House of Lords ein.
Obwohl er während seiner späten Jahre der Conservative Party sehr nahestand, wurde er dennoch nie Parteimitglied.

### Als Journalist
In den Jahren von 1940 bis 1950 gab Wyatt (teilweise gemeinsam mit seiner ersten Ehefrau Susan) insgesamt zehn Bände der Kurzgeschichtensammlungen English Story… heraus. Seine erste journalistische Anstellung hatte er ab 1949 bei Wochenzeitung Reynold’s News, in der er bis 1961 eine wöchentliche Kolumne schrieb.
1955 wurde er in einer Sendung des amerikanischen Fernsehsenders CBS von Edward R. Murrow interviewt. Sein überzeugendes Auftreten, das er dabei an den Tag legte, bewog die britische BBC, ihn als Moderator der neuen Dokumentarsendung Panorama zu engagieren. Im Zuge seiner Tätigkeit für Panorama gelang es ihm, der kommunistischen Führung der Electrical Trade Union Wahlmanipulationen nachzuweisen. In der Folge schwand der Einfluss der Kommunisten in den britischen Gewerkschaften, was Wyatt rückblickend als seine größte historische Leistung ansah.
Nachdem er 1970 aus dem Parlament ausgeschieden war, versuchte er sich zu einem lokalen Zeitungsmogul aufzuschwingen. Er kaufte den Branbury Guardian und publizierte verschiedene Zeitungen. Als einer der ersten britischen Herausgeber verwendete er dabei Farbdrucke. Aufgrund mangelnder Werbeeinnahmen war sein Zeitungsunternehmen jedoch nicht profitabel, sodass er es bereits nach kurzer Zeit wieder aufgeben musste.
Seine Kolumne führte er in verschiedenen Zeitungen fort. Zunächst von 1965 bis 1973 beim Daily Mirror, anschließend bis 1983 beim Sunday Mirror. Schließlich begann er 1983 seine vielbeachtete Kolumne The Voice of Reason in der Zeitung News of the World, die von seinem engen Freund Rupert Murdoch herausgegeben wurde. In dieser Kolumne lobte er in populistischer Weise die Politik Thatchers, politisch war er mittlerweile im rechten Spektrum angelangt. So opponierte er unter anderem gegen die Anti-Apartheid-Bewegung in Südafrika und warf Nelson Mandela und dessen ANC vor, eine „schwarze Diktatur“ in „kommunistischem Stil“ anzustreben.
Während seiner letzten Jahre verlor Wyatts Kolumne mehr und mehr an Bedeutung und wurde von der sechsten auf eine der hinteren Zeitungsseiten verlegt.

### Als Vorsitzender vonThe Tote
Der damalige Innenminister Roy Jenkins machte Wyatt 1976 zum Vorsteher des staatlichen Sportwettenanbieters The Tote. In den ersten Jahren nahm er dieses Amt sehr aktiv wahr. Er bekämpfte erfolgreich die Korruption in seinem Betrieb und machte The Tote zu einem einträglichen Staatsunternehmen. In den späteren Jahren konzentrierte er sich jedoch zunehmend auf seine repräsentative Rolle, begleitete die Queen Mother zu Pferderennen und genoss den Umgang mit der britischen High Society. Trotz der zunehmenden Kritik an seinem Führungsstil gelang es ihm, den Vorsitz der Organisation bis zu seinem Tod zu behalten.

## Öffentliche Wahrnehmung
Wyatt trat in der Öffentlichkeit als Exzentriker auf, sich selbst bezeichnete er als Snob. Während seiner Studienzeit in Oxford trug er oft auch tagsüber schwarze Seidenpyjamas. Später trug er stets Fliege und wurde oft Zigarre rauchend angetroffen.
In der Öffentlichkeit war er zudem für seinen großspurigen Lebenswandel bekannt. Er hatte Häuser in London und in der Toskana, trank täglich bis zu zwei Flaschen Wein und besaß mehrere Rennpferde. Er zählte sich zu den guten Freunden der Queen Mother und umgab sich gerne mit dem britischen Adel und Geldadel.
Über seine Beziehungen zu verschiedenen Mitgliedern der britischen und internationalen Oberschicht gibt er ausführlich in seinen posthum veröffentlichten Tagebüchern Auskunft. Allerdings wurde seiner hierin getroffenen Darstellung von verschiedenen Seiten widersprochen.

## Schriften
- English Story… [Short stories by various authors.] (10 Bände), hrsg. mit Susan Wyatt, Collins, London 1941–1950.
- The Jews at home. Bebildert von John Minton, Tribune Publications, London 1951.
- Southwards from China. A survey of South East Asia since 1945. Hodder & Stoughton, London 1952.
- Into the Dangerous World. [Reminiscences and a political commentary] George Weidenfels & Nicolson, London 1952.
- The Peril in our Midst. Phoenix House, London 1956.
- Distinguished for Talent. Some men of influence and enterprise. Hutchinson, London 1958.
- Statistics for the behavioural sciences. mit Charles Bridges, D. C. Heath & Co, Boston 1967.
- Turn again, Westminster. Deutsch, London 1973, ISBN 0-233-96470-3.
- The exploits of Mr Saucy Squirrel. illustriert von Gareth Floyd, Allen and Unwin, London 1976, ISBN 0-04-823133-9.
- The further exploits of Mr Saucy Squirrel. illustriert von Gareth Floyd, Allen and Unwin, London 1977, ISBN 0-04-823143-6.
- What’s left of the Labour Party? Sidgwick and Jackson, London 1977, ISBN 0-283-98427-9.
- To the point. Weidenfeld and Nicolson, London 1981, ISBN 0-297-77938-9.
- Confessions of an optimist. Collins, London 1985, ISBN 0-00-217170-8.
- High profiles : a comedy. French, London 1992, ISBN 0-573-01785-9 (Taschenbuch).
- The journals of Woodrow Wyatt Vol 1. hrsg. von Sarah Curtis, Macmillan, London 1998, ISBN 0-333-74166-8.
- The journals of Woodrow Wyatt Vol 2. hrsg. von Sarah Curtis, Macmillan, London 1999, ISBN 0-333-77405-1.
- The journals of Woodrow Wyatt Vol 3. hrsg. von Sarah Curtis, Macmillan, London 2000, ISBN 0-333-77406-X.